# Oscillographe
Un oscillographe est un instrument servant à mesurer les variations du courant électrique. Au XXIe siècle, deux instruments appliquant ses principes sont d'usage courant  :
- oscillographe électromagnétique
- oscilloscope à rayons cathodiques